# Терсейра (природный парк)
Природный парк Терсейра (порт. Parque Natural da Terceira) — охраняемая природная территория на острове Терсейра на Азорских островах. Парк был учреждён Региональным секретариатом по охране окружающей среды и океанов (Secretaria Regional do Ambiente e do Mar) Регионального правительства Асориша для более эффективного управления охраняемой природной территорией острова Терсейра. Он включает в себя территорию площадью около 22% острова, классифицированную в соответствии с обозначением Международного союза охраны природы как природный резерват.

## Обзор
Природный парк Терсейра был создан законодательным указом № 11/2011/A от 20 апреля 2011 года, который переформулировал юридическую классификацию, управление и администрирование охраняемых природных территорий Азорских островов.
Местные экологи приняли участие в первой переписи летучих мышей в период с 2 по 7 июля 2012 года в районе, который охватывал 20 различных местностей. Это было частью проекта Mais Endémicas: plantar o futuro (Больше эндемиков: посадка будущего), который включал инвентаризацию и мониторинг видов летучих мышей в сотрудничестве с ICNB. Кроме того, было проведено обучение, чтобы позволить участникам идентифицировать животных не только по морфологическим характеристикам, но и по вокализации. Анализ показал, что из четырех видов, зарегистрированных на Азорских островах, существует только два распространенных вида: Азорская вечерница и мадейрская летучая мышь (Pipistrellus maderensis)».